# Ewald von Frisch
Ewald Cosmus Leonhard von Frisch (* 6. Mai 1803 in Sagan; † 8. Juli 1872 in Mannheim) war mecklenburgischer Gutsbesitzer und Mitglied im Bund der Kommunisten.

## Leben

### Herkunft
Ewald Frisch war der Sohn des Rektors in Sagan und Pastors in Grunau, Martin Leopold Christian Frisch (* 1768; † 1809) und der Christiane Charlotte Zingle (* 1772 † nach 1839). Er wurde von seinem Großvetter Dietrich Michael (von) Frisch (* 1769; † 1826), Herr auf Klocksin, großherzoglich-mecklenburgisch-schwerinischer Geheimer Domänenrat, gemeinsam mit seinem Bruder Paul Amadeus Leopold (von) Frisch († 1839) adoptiert und mit diesem gemeinsam am 31. August 1819 in den bayerischen erblichen Adelsstand gehoben. Am 12. April 1820 erfolgte die mecklenburgisch-schwerinische Anerkennung des Adels. Seine Familie stammt ursprünglich aus Nürnberg. Gemeinsam mit seinem Bruder und Großvetter immatrikulierte er sich am 1. Januar 1820 bei der Adelsklasse der Bayerischen Ritterschaft.

### Werdegang
Frisch, ein Radikal-Demokrat, engagierte sich früh für die Belange der Landarbeiter, er war Autor mehrere Streitschriften, die die Reform der mecklenburgischen Sozialverhältnisse zum Inhalt hatten. So war er auch ein Mitstreiter von Karl Marx und mit diesem Mitglied im Bund der Kommunisten.
In erster Wahl zur Mecklenburgische Abgeordnetenversammlung 1848 wurde Frisch zwar für den Wahlbezirk Mecklenburg-Schwerin 75 / Klocksin gewählt, hatte jedoch resigniert, wodurch der Tagelöhner Friedrich Laasen aus Liepen am 22. Dezember 1848 das Mandat erhielt.
Er war Erbherr auf Klocksin und Baebelin. Reppelin aus dem Erbe seines Großvetters hatte er 1827 verkauft.

### Familie
Frisch war dreimal in den Stand der Ehe getreten, zuerst 1823 mit Henriette von Wolffradt (* 1803; † 1833), dann 1834 mit Agnes Neuendorf (* 1810; † 1842) und ein letztes Mal mit Louise Bouguet (* 1832; † 1890). Aus erster Ehe gingen vier Kinder hervor.
1. Franziska Beate Louise Gustava (* 1824), war vermählt
2. Bertha Ulrika Diederika (* 1825; † 1853), ⚭ 1847 August Schmidt († 1882), Pastor und Probst
3. Martin Diedrich Johann Leonhard (* 1831; † 1892), Erbherr auf Klocksin, ⚭ 1864 Marie von der Osten (1845; † 1923)
4. Henriette Pauline (* 1833; † 1914), ⚭I 1855 Christian Schmidt († 1855), Pächter in Neu Sapshagen, ⚭II 1867 Julius zur Reeden, Amtsverwalter in Lübz

## Werke
- Mecklenburg wie es ist und wie es werden kann, 2. Aufl. Wigand, Leipzig 1846.
- Adresse und Petition fast aller Tagelöhner in den Ritterschaftlichen Gütern des Großherzogtums Mecklenburg an die hohe Abgeordneten Kammer in Schwerin. 1849[4]
- Gehorsamstes Promemoria des von Frisch auf Kloksin ec. an die Großherz. Mecklenburgische Fideicommißbehörde, betreffend die Aufhülfe seiner Gutsproletarier. Wigand, Leipzig 1846.